# Franz Verheyen

Franz Verheyen

Franz Verheyen (* 20. Februar 1877 in Frankfurt am Main; † 9. Februar 1955) war ein deutscher Radrennfahrer.

## Sportliche Laufbahn
Franz Verheyen fuhr schon mit 16 Jahren erste Amateurrennen. 1895, mit 18 Jahren, trat er zu den Profis über. In den Jahren 1898 und 1899 wurde er Deutscher und Europameister und holte noch weitere 200 Siege. 1898 wurde er zudem Zweiter bei den Bahn-Radweltmeisterschaften 1898 in Wien. Im Jahre 1900 trat er vom aktiven Radsport zurück, eröffnete ein Fahrrad-Geschäft in Frankfurt, das er bis kurz vor seinem Tode leitete, und baute das „Verheyen“-Rad. Er gehörte auch zu den Pionieren des Flugsports; er war der erste Besitzer eines Blériot-Flugapparates in Deutschland.
Verheyen betätigte sich auch als Autorennfahrer und nahm an mehreren Prinz-Heinrich-Fahrten teil. Für Furore sorgte er im Jahre 1901, als er als erster Frankfurter Bürger mit dem Auto beim Standesamt vorfuhr.

## Familiäres
Sein älterer Bruder war der Rennfahrer Alex Verheyen.

## Berufliches
Verheyen betrieb in Frankfurt am Main nach seiner Karriere ein Fahrradgeschäft.